# Lotterie

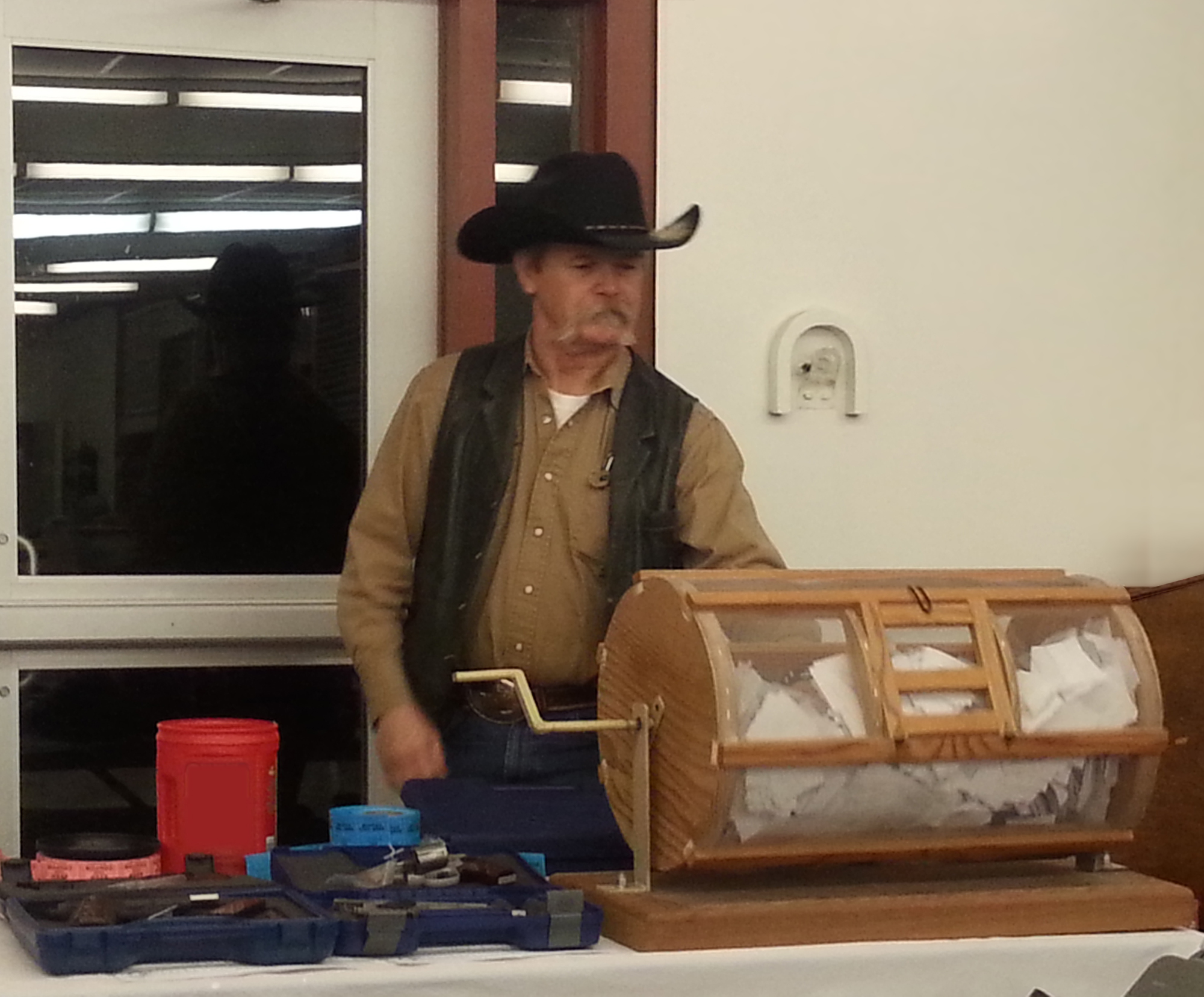
Lostrommel

Eine Lotterie ist ein Glücksspiel, das ein nach einem bestimmten Spielplan gegen einen festgelegten Einsatz mit der Aussicht auf bestimmte Geld- oder Sachgewinne veranstaltet wird und dessen Ausgang auf dem Zufall beruht. Der Zufall besteht meist darin, dass Gewinn oder Verlust von einem Losverfahren abhängen. Während bei der Lotterie in der Regel ein Geldgewinn in Aussicht gestellt wird, besteht bei der Ausspielung der Gewinn aus Sachen (etwa bei der Tombola). Zu den Lotterien gehören Lotto, Sportwetten oder Gewinnsparen. Mit dem Kauf von Losen als Teilnahmescheine an einem Losverfahren wird der Einsatz des Spielers fällig. Erfolglose Lose werden als Nieten bezeichnet.

## Arten

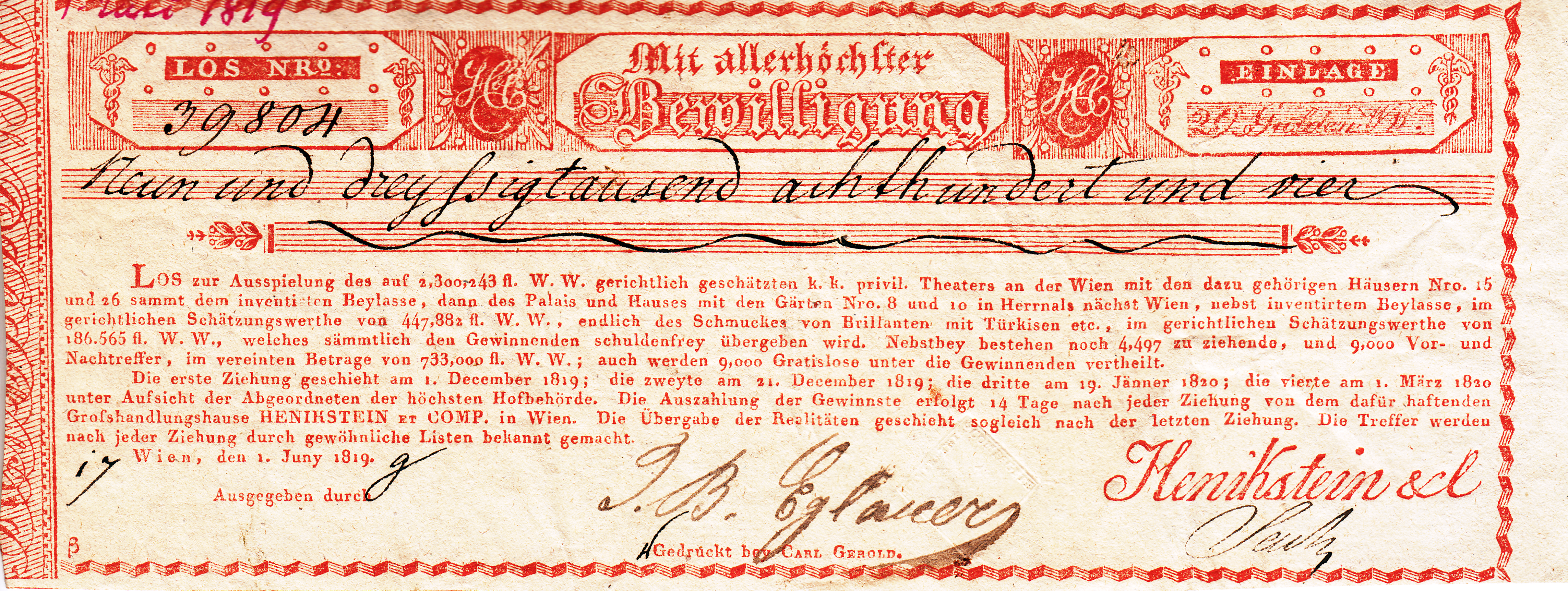
Nummernlos des Theaters an der Wien (1819)

Man unterscheidet Nummern- bzw. Endziffernlotterien, bei der die Anzahl der richtigen Ziffern einer mehrstelligen Losnummer über den Gewinn und seine Höhe entscheidet, z. B. die Glücksspirale oder Klassenlotterien, und Zahlenlotterien, bei der die richtigen Zahlen getippt werden müssen, die in einer Ziehung ermittelt werden wie z. B. beim Lotto. Es gibt auch Sonderformen wie die Geolotterie, bei der alle Teilnehmer eines z. B. über die Postleitzahl zufällig ermittelten Wohnbereiches gewinnen.

## Geschichte

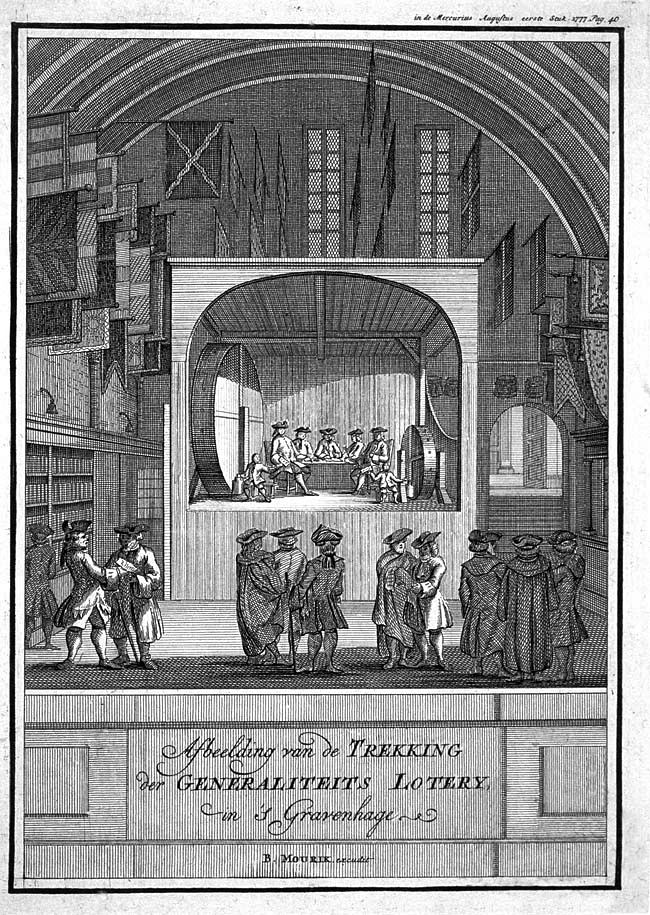
Niederländische Generalitätslotterie – Ziehung (18. Jahrhundert)

Die Herkunft des Wortes Lotterie ist unsicher. Das Wort für Glücksspiel (niederländisch loterij, aus niederländisch lot, „Los“) kam in den Niederlanden im ersten Viertel des 16. Jahrhunderts in Gebrauch. Es ist wohl auf das althochdeutsche „lóz“ als der „durch Los zugewiesene Anteil an Land“ zurückzuführen. Christophe de Lengeuil sprach 1513/1518 in einem lateinisch verfassten Brief von der „Loteria“, dem Vorbild für Frankreich (französisch loterie) und England (englisch lottery).
Das Lotteriespiel entstand unabhängig voneinander in den nördlichen Niederlanden und Oberitalien, die Versionen wurden entsprechend als „holländische Lotterie“ (Klassenlotterie) und „italienische Lotterie“ (Lotto) bezeichnet.
Die Stadt Utrecht genehmigte im August 1444 ihr erstes Patent für eine Lotterie, die sich nach Flandern ausbreitete; Amsterdam erlaubte im April 1449 eine Lotterie für den Ausbau der Oude Kerk. Zwischen 1502 und 1510 durften die Insassinnen des Reuerinnenklosters St. Maria Magdalena Konvent Bethlehem auf dem Kölner Eigelstein „gelegentlich der Lotterie“ Zettel gegen Vergütung binden. Kaspar Klock berichtete 1651, dass in Deutschland eine erste Warenlotterie 1521 in Osnabrück überliefert ist. Die Warenlotterie diente dazu, Waren, die schlecht oder überhaupt nicht absetzbar waren, auf diese Weise vorteilhaft zu verkaufen. Italiens erste Lotterie fand im Jahre 1530 statt.
Das Lotto stammt ursprünglich aus der Republik Genua. Seit dem 16. Jh. wurden alle sechs Monate fünf neue Mitglieder des Großen Rates per Los (italienisch lotto) bestimmt. Die Genueser schrieben zu diesem Zweck neunzig Namen auf Zettel und zogen verdeckt fünf aus diesen neunzig. Aus der Bestimmung des neuen Stadtrates entwickelte sich ein reger Wettbetrieb, aus dem sich später das Lotto entwickelte, in dem die Namen durch Zahlen ersetzt wurden, das erste „5 aus 90“. Als erster, der dieses Zahlenlotto privat als reines Glücksspiel anbot, ist der Genuese Benedetto Gentile überliefert. Schon damals fanden sich viele begeisterte Lottospieler und sorgten für hohe Umsätze. Da dieses einfache Geschäftsprinzip große Gewinne für den Veranstalter einbrachte, ging das Recht, Lotterien zu veranstalten, auf die jeweiligen Herrscher oder Regierungen über. An den Königs- und Fürstenhöfen war es eine schöne Einnahmequelle. Auch heute noch ist diese Regelung weltweit üblich. An private Betreiber werden höchstens Konzessionen für Lotterien vergeben.
In Frankreich benutzte man als Losentscheid Bücher mit überwiegend leeren weißen Seiten (französisch blanques), die auch mit Gewinnen beschriebene Seiten enthielten. Wer eine weiße Seite aufschlug, hatte eine Niete gezogen. Franz I. bewilligte 1539 die erste Lotterie dieser Art. Die Finanzierung gemeinnütziger oder mildtätiger Zwecke durch Lotterien kam in den Niederlanden 1549 zum Bau eines Kirchturms in Amsterdam und 1561 zur Erweiterung eines dortigen Waisenhauses zum Einsatz.
Der Losverkauf für die erste in England durchgeführte Lotterie begann am 11. Januar 1569 bei der Westtür der St Paul’s Cathedral in London. Der Erlös sollte dazu dienen, Geld für öffentliche Aufträge wie etwa den Hafenausbau oder Brückenbauten zu mobilisieren.

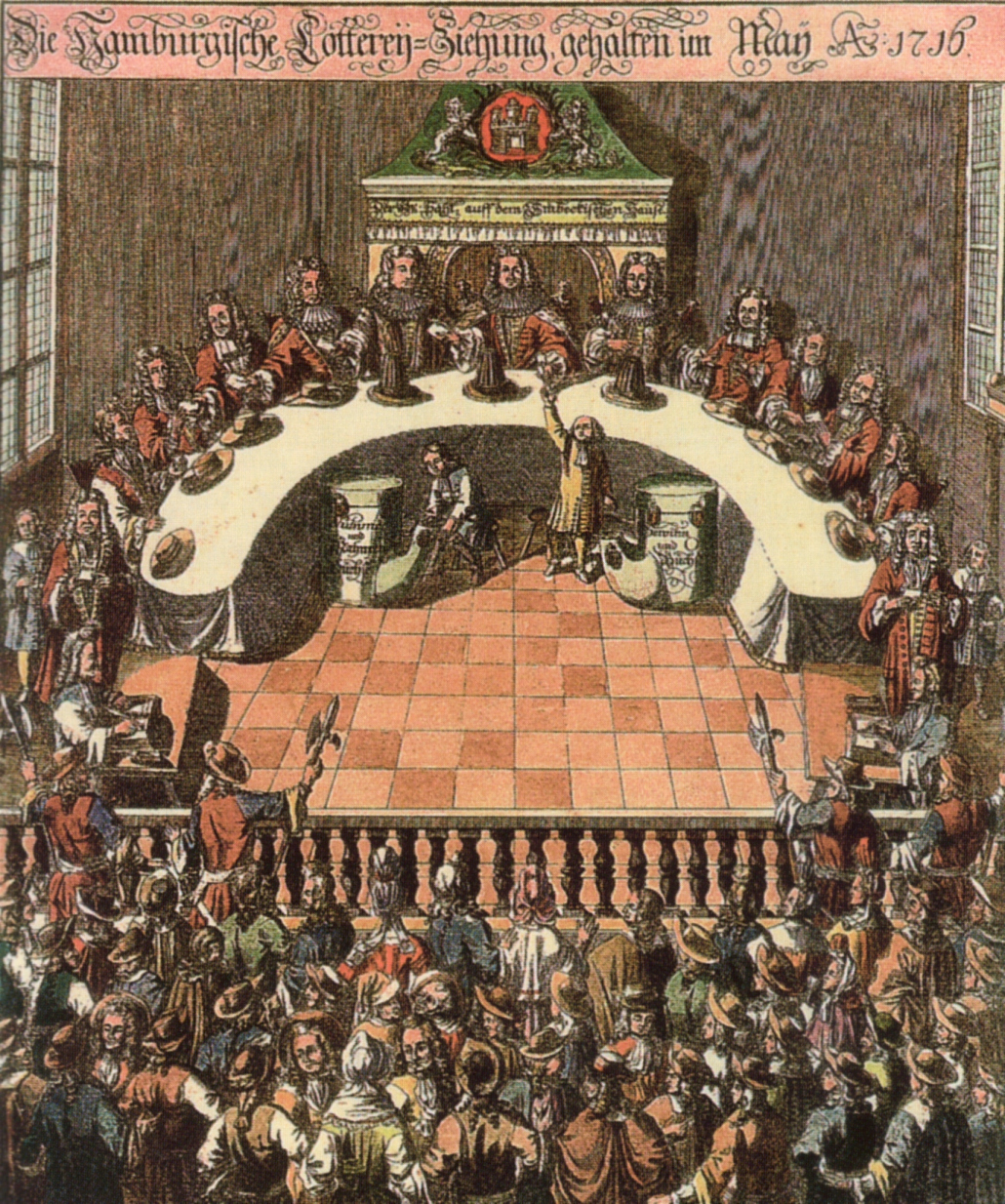
Öffentliche Lottoziehung in Hamburg durch Kinder vor den Augen von Senatoren

Die erste deutsche Lotterie wurde 1614 bis 1616 von der Stadt Hamburg nach holländischem Vorbild veranstaltet. Aus zwei Körben wurden von einem Waisenjungen je ein Zettel mit Namen bzw. Gewinn gezogen, auf dem ersten stand:

„Wer im Beinhause erkennen kan

Einen Armen für einen reichen Mann/

Der kan in dieses Korbes Ort

Hie Heintzen treffen/ Cuntzen dort.“

Auf dem Korb der Gewinne und Nieten stand:

„In diesem Korbe die Gewinnen seyn

Für grosse/ mittel und auch klein.

Niemand kan sagen an dieser Sydt

Liegen die Gewinn und da die Nydt.“

Eines besonders großen Zustromes erfreute sich eine Lotterie, die 1694 in England abgehalten wurde. Die Idee zu deren Ausrichtung wurde aus der Not heraus geboren, „denn als der König eine gute Summe baren Geldes eilfertig bedurfte und das Parlament den ganzen Jenner damit zubrachte (zu überlegen), wo solches herzunehmen, gab einer den Vorschlag, eine Lotterie von einer Million Pfund Sterling anzurichten“. Und tatsächlich, der gewünschte Erfolg ließ nicht lange auf sich warten. Innerhalb von nicht einmal einem halben Jahr wurde die gewünschte Summe aufgebracht und sogar noch weit übertroffen.
Auch in den Vereinigten Niederlanden, namentlich in Amsterdam, Utrecht und Amersfoort wurden weiter Lotterien und Glückstöpfe veranstaltet. Für die Lotterie in Amersfoort sollen nicht weniger als 16.000 Lose ausgegeben worden sein, jedes mit einem Wert von 25 Gulden. Die Ziehung, die am 25. Februar 1695 begann, währte über vier Wochen. Der höchste Preis soll 75.000 Gulden betragen haben. Der Stadt selbst verblieb ein Profit von immerhin 30.000 Gulden, welches „zwar ein geringes war, doch trug die gute Nahrung von dem ganz ungemeinen Zulauf der Fremden, da alle Häuser bis unter die Dächer voll gestecket, ein weit größeres ein.“ Der Erfolg führte zur Veranstaltung zahlreicher weiterer Lotterien und der weit verbreiteten Teilnahme. Da viele Lotterien ohne Erlaubnis des Staates gehalten wurden und zahlreiche Missbräuche vorkamen (manche Lotterien enthielten fast nur Nieten), wurden sie in den Niederlanden schließlich verboten. Dies tat dem Glücksspiel allerdings keinen Abbruch, denn man spielte eben in Frankreich weiter. Dort wurde im Mai des Jahres 1700 zur Bezahlung der königlichen Schulden eine Lotterie von zehn Millionen Livre, bestehend aus 400.000 Losen, jedes zu 2 Louis d’or, ausgerichtet. Zumindest dieser Lotterie war nicht der gewünschte Erfolg beschieden, „obgleich ein jedes Collegium eine gewisse Zahl zu nehmen gezwungen worden.“
Im Jahre 1699 kam in Nürnberg die erste Klassenlotterie auf, in Berlin 1740. Auf Giacomo Casanova ist die Gründung der französischen Staatslotterie (System 5 aus 90) zurückzuführen, die durch Dekret vom 15. August 1757 staatlich genehmigt wurde.
Das Glücksspiel war aus moralischen, philosophischen und theologischen Gründen umstritten.
Der Philosoph Samuel von Pufendorf (1632–1694) verglich die Lotterie mit einer Kollekte „da man mit Manier von den Leuten das Geld bekommet, welches sie sonst entweder gar nicht, oder wenn man ihnen eins auferlegt, nur mit Murren und Ungedult gegeben hätten.“ Er sah aber auch die Nachteile, die mit diesen Praktiken verbunden sein können. Aus reiner Gewinnsucht veranstaltete Lotterien lehnte er ab.
Johann Heinrich Zedlers Grosses vollständiges Universal-Lexicon Aller Wissenschafften und Künste befasste sich mit der Frage, inwiefern Gottes „Vorsicht und Regierung mit Lotterien zu thun habe“ und beschreibt verschiedene damalige Ansichten, dass Gott „bey Austheilung des Lotterien-Glücks nicht […] diejenigen natürlichen Mittel und Werckzeuge, dadurch […] einem ein gutes, dem andern ein mittelmäßiges, dem dritten ein leer Looß zufällt, vor sich würcken lasse; sondern die Hand mit einer gantz besondern Vorsorge […] unmittelbar im Spiel habe“, oder dass Gott andernfalls „entweder die Hände dererjenigen, welche die Zettul vor Ziehung der Lotterie mischen, oder die Hände derer, die solche hernach ziehen, dergestalt regieren“ müsste, „daß sie nothwendig so, und nicht anders, mengen und greiffen könten, welches wol schwer auszumachen seyn dürffte“.
Am 15. Juni 1770 verbot Fürst Karl Christian seinen Untertanen das Glücksspiel („Hazard-Spiel“).
In Österreich wurde unter der Regierung der Kaiserin Maria Theresia im Jahre 1751 eine Lotterie mit 90 Nummern mit der amtlichen Bezeichnung „Lotto di Genova“ eingeführt und versteigert. Anfänglich fehlte es gänzlich an Bewerbern und es dauerte ein volles Jahr, bis schließlich Graf Cataldi das Privileg erwarb. Am 21. November 1752 fand in Wien um 11 Uhr vormittags am Augustinerplatz die erste Ziehung statt, wobei nach einer Notiz in einer Wiener Lokalblatt „viel Gewinn für die Mitspielenden herausgekommen sei.“ Ein Lokalblatt veröffentlichte eine Liste der glücklichen Gewinner, worunter als erster der Schuhmacherlehrling Ulrich Huber mit 600 Dukaten verzeichnet war.
Dennoch lief das Geschäft zuerst nur sehr schleppend an. Cataldi ließ sich daher nach Beendigung der zehnjährigen Pachtfrist nur unter der Bedingung auf eine Verlängerung ein, dass den Untertanen das Spielen in ausländischen Lotterien bei Androhung von Geld- und Leibesstrafe verboten werde. Die Ursachen für diese Startschwierigkeiten lagen wohl darin, dass es beim Adel und in der Armee vielfach noch als unehrenhaft galt, im Lotto zu spielen, die arbeitende Bevölkerung wiederum hatte bei den damaligen kargen Lohnverhältnissen nichts zu verspielen.

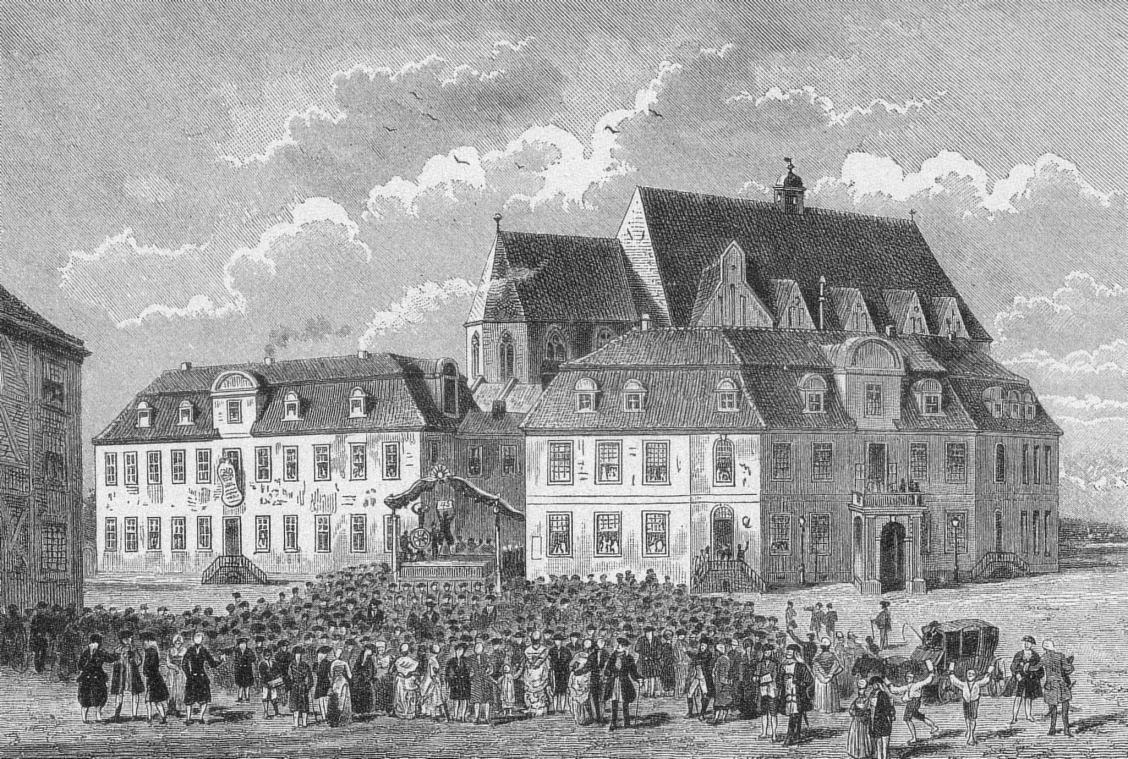
Öffentliche Lottoziehung in Braunschweig, 1771

In Braunschweig führte Herzog Karl I. 1771 eine Zahlen-Lotterie ein, die als öffentliche Veranstaltung mit bis zu 50 jährlichen Ziehungen auf dem Aegidienmarkt stattfand. Sein Sohn und Nachfolger Karl Wilhelm Ferdinand schaffte das Lotto 1786 aus moralischen Vorbehalten gegenüber dem Glücksspiel und aus Fürsorge für seine Untertanen wieder ab.
1773 stieg das große Bankhaus Barara & Comp. in das Lottogeschäft ein und erwirtschaftete schon nach kurzer Zeit bedeutende Gewinne, die sofort in neue Filialen investiert wurden. Indem gezielte Gerüchte von märchenhaften Gewinnen ausgestreut wurden, wurde das „einfache Volk“ immer mehr für diese Art des Glücksspieles vereinnahmt.
Mit der Verbreitung des Lotteriespiels stieg auch der Aberglaube. Die Lottopropheten nehmen – so schrieb damals eine renommierte österreichische Zeitung – zur Sterndeuterei, zur Totenbeschwörung, zum Schwindel und Betrug Zuflucht, um das Volk seiner sauer erworbenen Pfennige zu entäußern. Bekannt ist ein 1774 verteiltes Flugblatt mit der Überschrift „Fürtreffliche, geheimnisvolle Rechenpraktiken zur Auffindung von Nummern der Lottokunst nebst Vormerk- und Anweisung zur glorreichen Entdeckung der Glückswurzel“, welches auf der Wiener Messe reißenden Absatz fand. Das Lottospiel wurde zum sittlichen Contagium, welches soziale Erscheinungen seltsamster Art hervorrief. Ein kritischer Beobachter des Lottos schrieb noch im ausgehenden 19. Jahrhundert: „Galgenholz war ein gesuchter Artikel und um den Strick eines Gehenkten erhob sich ein erbitterter Streit, denn – so glaubte die einfältige Bevölkerung – unter den Kopfpolster gelegt, könnten derartige Requisiten die Glücksnummern in das Gehirn des hoffenden Schläfers zaubern.“

Mit der steigenden Beliebtheit des Lottospiels ging auch der Pachtzins für die Konzession in die Höhe. 1778 betrug er bereits zwölftausend Gulden, welche an das Universal-Kammerzahlamt abgeführt und teilweise an die Kassen der Armen-, Waisen- und Korrektionshäuser verteilt wurden. Kaiser Joseph II. hat sich mit dem Gedanken getragen, das Lottospiel gänzlich aufzuheben. Da die finanziellen Gegenargumente dies jedoch nicht erlaubten, beschränkte er sich schließlich darauf, die Spielwut und den damit verbundenen Aberglauben einzudämmen. Kaiser Leopold II. hingegen war dem Lotto alles andere als abhold, er und sein Hofstaat sollen eine der besten Kundschaften des Generalpächters gewesen sein. Unter Kaiser Franz II. ging die Lotterie in die Verwaltung des Staates über und bildete fortan einen Zweig des Finanzministeriums, der enorme Gewinne abwarf. Dennoch kämpften die Gegner des Glücksspieles noch Jahrzehnte später gegen den Fortbestand des kleinen Lottos an, denn – so lautete einer ihrer Begründungen – „die Capitalbildung solle immer nur auf dem Wege der vermehrten Arbeitskraft fortschreiten, das Lottospiel ist kein geeignetes Mittel, den wirtschaftlichen Fortschritt zu begünstigen. Überall, wo nicht das Zinserträgnis des Einkommens, sondern dieses selbst riskiert wird, ist die ökonomische Einbuße die wahrscheinlichste Folge. Selbst Gewinnste, und wären sie noch so beträchtlich, gleichen dieselbe nicht aus, weil ein nicht durch Arbeit erworbenes Vermögen des moralischen Werthes entbehrt und überall dort, wo es nicht einem festen, soliden Unternehmen einverleibt wird, eben so leicht zerrinnt, wie es gewonnen wurde“.

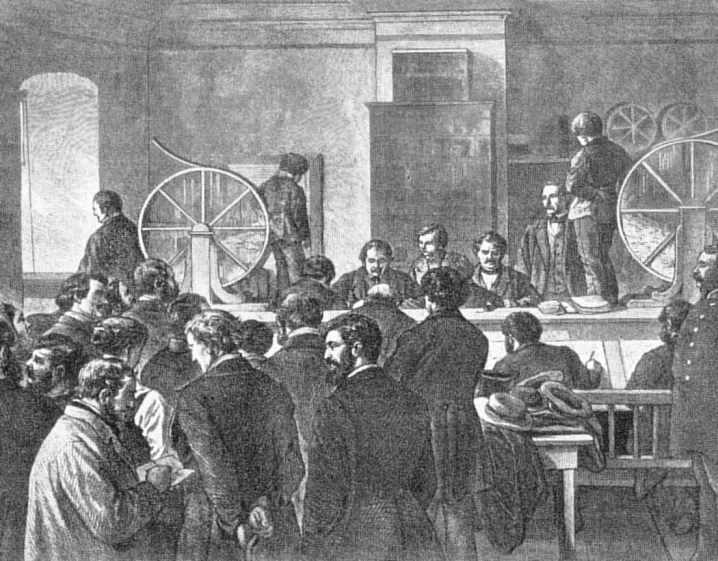
Preußische Klassenlotterie – Ziehung (1880)

Das Allgemeine Preußische Landrecht (APL) vom Juni 1794 ging sehr ausführlich auf die Lotterie ein und sah erstmals eine staatliche Genehmigung vor (I, 11 § 547 APL), nach deren öffentlich bekanntgemachtem Spielplan die Rechte und Pflichten des Veranstalters beurteilt wurden (I, 11 § 548 APL). Das Lotterielos repräsentierte den Lotterievertrag zwischen Veranstalter und Spieler (I, 11 § 554 APL), es galt als Inhaberschuldverschreibung (französisch billet au porteur; I, 11 § 555 f. APL) und durfte nur gegen Barzahlung ausgegeben werden (I, 11 § 557 APL). Sobald die Entscheidung durch Los gefallen war, ging das Eigentum am Gewinn auf den Gewinner über (I, 11 § 573 APL). Spielschulden waren nicht einklagbar (I, 11 § 577 APL), aber bezahlte Spielschulden konnten nicht zurückgefordert werden (I, 11 § 578 APL). Auch das im Januar 1812 in Österreich in Kraft getretene ABGB behandelt die Lotterie ausführlich; das Los gehörte neben Spiel und Wette zu den Glücksspielen (§ 1269 ABGB). Das im Januar 1900 in Kraft getretene BGB dagegen widmet der Lotterie lediglich einen Paragrafen.

### Deutschland im 19. und 20. Jahrhundert
Im deutschen Kaiserreich bildeten sich mehrere Landeslotterien wie etwa die Großherzoglich hessische Landeslotterie. Um die Konkurrenz zwischen diesen zu vermindern, wurden die Landeslotterien Anfang des 20. Jahrhunderts zu einer kleineren Zahl von Anbietern zusammengefasst. Am Ende des Kaiserreichs bestanden sieben Landeslotterien wie die Hessisch-Thüringische Staatslotterie oder die Mitteldeutsche Staatslotterie.

In der Zeit des Nationalsozialismus wurde das Genehmigungsrecht der Länder durch die Lotterieverordnung vom 6. März 1937 (RGBl. I, S. 283) dem Reichsminister des Inneren übertragen. Stets war zudem die Zustimmung des Reichsschatzmeisters der NSDAP erforderlich. Dessen Amt für Lotteriewesen der NSDAP mit zehn Außenstellen war der größte Lotterieveranstalter. Reichsweit wurden die Reichswinterhilfelotterie zugunsten des Winterhilfswerks und die Reichslotterie für Arbeitsbeschaffung (später Reichslotterie für nationale Arbeit) durchgeführt; letztere als Straßenlotterien und Ziehunglotterien.

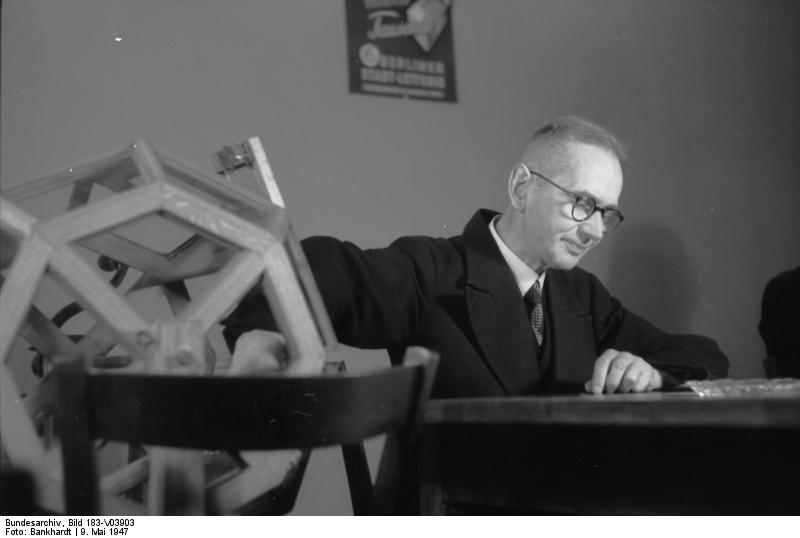
Stadtlotterie Berlin – Ziehung (Mai 1947)

Nach dem Zweiten Weltkrieg schrieb Berlin am 16. August 1945 eine erste Stadtlotterie zur Förderung des Wiederaufbaus aus, die 350.000 Reichsmark einbrachte. In sämtlichen Besatzungszonen wurden darauf Lottosysteme vorbereitet. Ebenfalls noch 1945 begann in der sowjetischen Besatzungszone die sächsische Landeslotterie. Am 11. Januar 1953 führte die Deutsche Klassenlotterie Berlin das Lotto mit der Spielformel „5 aus 90“ ein.
Ab Januar 1954 führte man landesweite Zahlenlotto-Spielangebote in der Deutschen Demokratischen Republik mit rechtlicher Verordnung vom 4. März 1954 ein. Zuständig war in der DDR der VEB Zahlenlotto mit Sitz in Leipzig unter Aufsicht des Ministeriums für Finanzen. Rund 60 % der eingezahlten Spieleinsätze sollten zur Gewinnausschüttung kommen und 10 % waren als Lotteriesteuer abzuführen gewesen.
Am 30. Juni 1955 gründeten die Länder Hamburg, Schleswig-Holstein, Bayern und Nordrhein-Westfalen das Lottounternehmen Deutscher Lottoblock.

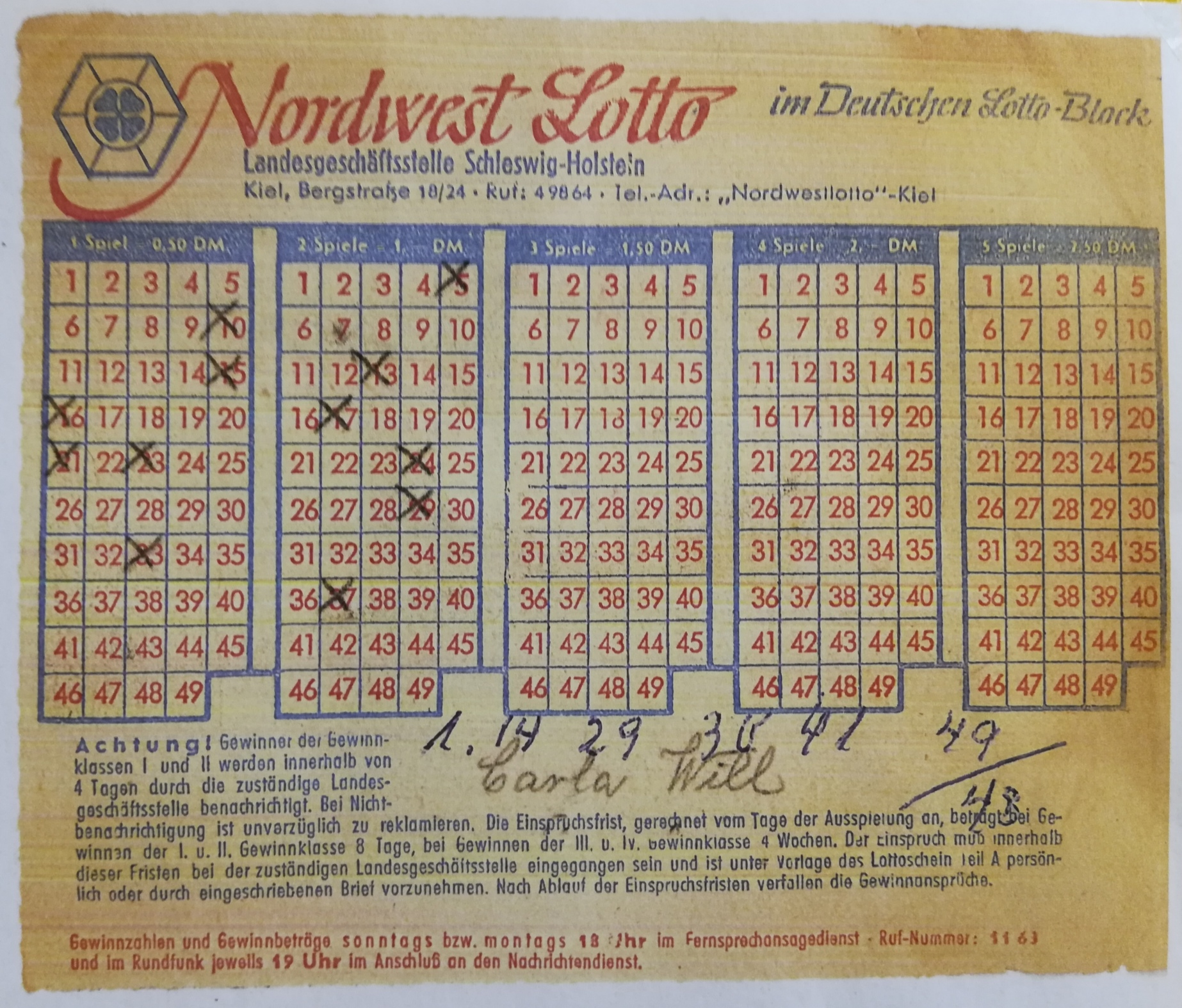
Lottoschein von 1957 aus Schleswig-Holstein

Die erste gemeinsame Ziehung von Lottozahlen in der Bundesrepublik Deutschland – möglicherweise in Reaktion auf die DDR-Maßnahme – erfolgte öffentlich am Sonntag, dem 9. Oktober 1955 im Hamburger Hotel „Mau“ mit „6 aus 49“. Zwei Waisenmädchen zogen abwechselnd die sechs Zahlen in der Reihenfolge 13-41-3-23-12-16. Erst einige Monate später wurde der erste Millionengewinn an den Bauarbeiter Willi Strauch aus Aachen vergeben. Die anderen Bundesländer folgten sukzessive: Bremen ab dem 13. Mai 1956, Niedersachsen ab dem 10. Juni 1956, Hessen ab dem 2. September 1956, Rheinland-Pfalz ab dem 2. Dezember 1956, Saarland ab dem 6. Januar 1957, Baden-Württemberg ab dem 13. April 1958, Berlin ab dem 4. Oktober 1959. In der DDR bzw. in den neuen Bundesländern wurden von 1954 bis 1992 die Spielarten Sportfest-Toto 6 aus 49, Lotto-Toto 5 aus 45, Zahlenlotto 5 aus 90 (bis 1985) und Tele-Lotto 5 aus 35 (ab 1972) angeboten. Ab 1992 übernahmen die neuen Bundesländer die Angebote des Deutschen Lottoblocks.
Einmal ist in der Bundesrepublik eine Samstags-Ziehung ausgefallen, und zwar die am 30. Dezember 1956. Daher weicht die Anzahl der bisherigen Samstags-Ziehungen von der Anzahl der abgelaufenen Wochen ab. In den ersten Jahren wurden die Spielscheine noch manuell ausgewertet. Da man damals nicht genau abschätzen konnte, wie lang man dafür benötigen würde, fiel die Ziehung wegen Silvester und Neujahr aus. In den folgenden Jahren fanden dann aber die Ziehungen bei diesen Konstellationen statt.
Die sogenannte Zusatzzahl wurde am 17. Juni 1956 eingeführt, um eine feinere Steuerung der Gewinnausschüttung durch mehr Gewinnklassen zu erreichen. Am 4. September 1965 wurde die Ziehung der Lottozahlen erstmals live im Fernsehen übertragen. Lotto am Mittwoch folgte am 28. April 1982 zunächst mit der Spielformel „7 aus 38“, ab dem 4. Juni 1986 dann mit der Formel „6 aus 49“.

### Deutschland ab 1990
Damit sich auch bei den durch die Wiedervereinigung höheren Mitspielerzahlen öfter ein werbewirksamer Jackpot durch das Nichtbesetzen der höchsten Gewinnklasse ergibt, wurde am 7. Dezember 1991 die sogenannte Superzahl eingeführt. Diese Zahl ist die letzte Ziffer der Losnummer des Tippscheins und wird in Deutschland am Schluss mit einer weiteren Ziehungsmaschine bestimmt. Durch Einführung der Zahl wurden die schon vorher eher geringen Chancen auf die höchste Gewinnklasse (Jackpot) nochmals um 90 % reduziert. Auch die Zusatzlotterien Spiel 77 und Super 6 mit festen Gewinnsummen können durch die Losnummer mitgespielt werden. Die Teilnahme kostet allerdings einen zusätzlichen Einsatz.
Nachdem Lottospiele fast 50 Jahre lang ausschließlich von staatlichen Gesellschaften betrieben worden waren, erteilte die letzte DDR-Regierung 1990 mehrere Lotterielizenzen. Ob diese nur für einzelne Bundesländer oder für ganz Deutschland Gültigkeit haben, war Gegenstand mehrerer Gerichtsverfahren. 1994 beantragte die von mehreren gemeinnützigen Organisationen getragene Stiftung Umwelt und Entwicklung in allen Bundesländern Lizenzen für eigene Lotterien, die jedoch zunächst abgelehnt wurden. Nach mehreren Verwaltungsgerichtsprozessen wurde 2003 in Nordrhein-Westfalen die Lotterie „Unsere Welt“ unter strengen Auflagen genehmigt, die aber nach 15 Monaten wieder eingestellt wurde.
Bezüglich der Namensgebung hat der Bundesgerichtshof durch Beschluss vom 19. Januar 2006 [1 ZB 11/04] entschieden, dass Lotto ein Sammelbegriff für Zahlenglücksspiele ist und deshalb nicht als Wortmarke geschützt werden kann.
Aufgrund des Glücksspielstaatsvertrages vom 1. Januar 2008 und nach Ablauf der darin festgeschriebenen Übergangszeit von einem Jahr durfte ab dem 1. Januar 2009 im Internet kein Glücksspiel mehr angeboten werden.
Am 15. Dezember 2011 unterzeichneten alle Bundesländer mit Ausnahme von Schleswig-Holstein einen Glücksspieländerungsstaatsvertrag. Er beendet u. a. das Vertriebsverbot für Lotto über das Internet.
Seit Ende September 2012 kann in einigen Bundesländern wie Baden-Württemberg nun wieder online gespielt werden.

## Internet-Lotterien
Seit einigen Jahren gibt es auch Internet-Lotterien, diese sind nicht mit Tippeintragungsdiensten zu verwechseln. Anbieter von Internet-Lotterien veranstalten eigene Ziehungen, die nichts mit der staatlichen Lotterie zu tun haben. Gezogen werden je nach Anbieter beispielsweise 7 aus 49, 6 aus 49, 6 aus 32 oder auch 7 aus 50. Manche Anbieter veranstalten auch parallel mehrere verschiedene Ziehungen mit verschiedenen Preisen.
Die Gewinnchance pro Ziehung ist zwar nicht größer oder vielleicht sogar kleiner als beim staatlichen Lotto, allerdings sind die meisten Internet-Lotterien werbefinanziert und damit gebührenfrei. Außerdem veranstalten die meisten Internet-Lotterien tägliche Ziehungen. Um teilzunehmen, muss man volljährig sein und sich einmalig anmelden, man kann sich dann zur Tippabgabe mit der E-Mail-Adresse und/oder einem Passwort täglich einloggen. In der Regel gibt es für die Tippabgabe drei Möglichkeiten:
- Man wählt die Tippzahlen manuell
- Man lässt sich Pseudozufallszahlen generieren, Quicktipp oder Zufallstip genannt.
- Man speichert eine Tippkombination ab, die man jedoch täglich manuell aufrufen muss.

Die Gewinne können Sach- oder Geldpreise sein. Zusätzlich bieten manche Anbieter wöchentliche oder monatliche Sonderpreise an. Ein Identitätsnachweis ist für den Erhalt eines Gewinnes zwingend. Manche Internet-Lotterien bieten gebührenpflichtige Zusatzangebote an, wie beispielsweise automatische Tippeintragungen oder weitere Gewinnspiele.

## Rechtsfragen (Deutschland)

### Zivilrecht
Gemäß § 763 BGB ist ein Lotterievertrag oder ein Ausspielvertrag nur verbindlich, wenn die Lotterie oder die Ausspielung staatlich genehmigt ist. Der Staat besitzt ein Lotteriemonopol, sodass gemäß § 287 Abs. 1 StGB jede Veranstaltung einer öffentlichen Lotterie oder Ausspielung einer behördlichen Erlaubnis bedarf. Genehmigungsfrei sind Lotterien und Ausspielungen nur, wenn die Lose kostenfrei und ohne Bindung ausgegeben werden oder als nicht-öffentliche Veranstaltungen. Ansonsten handelt es sich um eine nicht einklagbare unvollkommene Verbindlichkeit nach § 762 BGB, die nicht zurückgefordert werden kann, wenn sie erfüllt wurde („Spielschulden sind Ehrenschulden“).
Strafrechtlich sind Lotterie und Ausspielung Glücksspiele im weiteren Sinne.
Durch Kauf der Lose und Zahlung des Kaufpreises (Einsatz) kommt der Lotterievertrag zustande. Der Lotterievertrag ist ein Vertrag, bei dem sich der Lotterieveranstalter gegenüber einer noch unbekannten Zahl von Interessenten schuldrechtlich verpflichtet, nach einem vorher feststehenden Spielplan beim Eintritt eines ungewissen, wesentlich vom Zufall abhängigen Ereignisses der anderen Vertragspartei einen bestimmten Geldbetrag zu gewähren, während die andere Partei den Einsatz zu zahlen hat. Für Ausspielung und Lotterie ist notwendig, dass die Gewinnaussichten im Wesentlichen vom Zufall abhängen.

### Öffentliches Recht
Der überwiegende Teil des Glücksspiels beruht auf öffentlichem Recht, insbesondere dem Glücksspielstaatsvertrag (GlüStV), dem Rennwett- und Lotteriegesetz (RennwLottG) sowie der Spielverordnung. Gemäß § 3 Abs. 3 GlüStV ist ein Glücksspiel, bei dem einer Mehrzahl von Personen die Möglichkeit eröffnet wird, nach einem bestimmten Plan gegen ein bestimmtes Entgelt die Chance auf einen Geldgewinn zu erlangen, als eine Lotterie anzusehen. Im Inland veranstaltete öffentliche Lotterien und Ausspielungen unterliegen einer Lotteriesteuer. Eine Lotterie oder Ausspielung gilt gemäß § 17 Abs. 1 RennwLottG als öffentlich, wenn die für die Genehmigung zuständige Behörde sie als genehmigungspflichtig ansieht. Die Steuer beträgt 20 % des planmäßigen Nennwerts sämtlicher Lose ausschließlich der Steuer.

### Abgrenzung zwischen Lotterie und Auslobung
Die Abgrenzung zwischen Lotterie und Auslobung fällt nicht ganz leicht. Auch die Auslobung wird mit einem Preis belohnt, wobei eine Entscheidung durch den Auslobenden ebenfalls durch Los getroffen werden kann. Diese Losentscheidung ist jedoch eine Verlegenheitshilfe, weil die ausgelobte Leistung zufällig mehrfach erbracht wurde. Bei der Lotterie ist das Los ein Kernbestandteil, weil von vorneherein mit einer vielfachen Erbringung der Leistung gerechnet werden muss. Preisrätsel oder Preisausschreiben sind dann Lotterie, wenn ein Einsatz gezahlt wird und das Rätsel so leicht ist („Scheinrätsel“), dass über den Gewinner das Los entscheiden muss. Hierzu gehören die Rundfunk- und Fernsehlotterien mit einfachen Rätselfragen.

## Organisation
Die erlaubte Lotterie verkauft ihre Lose in der Öffentlichkeit und legt einen öffentlichen Ziehungstermin fest, bis zu dem Lose gekauft werden können (Ausschlussfrist). Lotterielose (oder kurz Lose) sind, in Deutschland meist als kleine Inhaberpapiere (§ 807 BGB) ausgestellte, Urkunden über die Teilnahme an einer Lotterie, welche die Zahlung des Lotterie-Einsatzes verbriefen. Nach § 6 Abs. 1 GewO ist in Deutschland die Gewerbeordnung (GewO) nicht auf den Vertrieb von Lotterielosen anwendbar. Er ist mit der aufschiebenden Bedingung verknüpft, dass die betreffende Losnummer in der Ziehung gezogen wird. Die öffentliche Ziehung ist das geregelte Verfahren zur Ermittlung der Gewinner einer Lotterie (Ziehung der Lottozahlen). Das geschieht etwa mit einer Lostrommel oder mit Ziehungsgeräten. Nach Ende der Ziehung stehen die Gewinner fest und werden benachrichtigt.

## International
Der Schweizer Art. 515 OR versteht unter Lotterie nur die Geldlotterie, während die Warenlotterie ein Ausspielgeschäft darstellt. Da aus Spiel und Wette keine Forderung entstehen kann (Art. 513 Abs. 1 OR), ist für die Lotterie gemäß Art. 515 Abs. 1 OR eine staatliche Erlaubnis („Bewilligung“) erforderlich. Fehlt es daran, entsteht keine Forderung. Glücksspiele in einer genehmigten Spielbank begründen einklagbare Forderungen (Art. 515a OR).
In Österreich werden Vertragstypen wie Wette (§ 1270 ABGB), Spiel (§ 1272 ABGB) und Los (§ 1273 ABGB) behandelt. Auch hier wird diesen Verträgen ein gewisses aleatorisches Element (§ 1267 ABGB: „Hoffnung eines noch ungewissen Vorteils“) zugestanden, da bei Wette, Spiel und Los ausschließlich der Zweck verfolgt wird, Gewinn und Verlust vom Ausgang eines ungewissen Ereignisses abhängig zu machen und sie somit Glücksverträge im engen Sinn sind und der Zweck in wirtschaftlicher Hinsicht im Eingehen eines Wagnisses besteht. Die Naturalobligation ist in § 1271 ABGB geregelt.
In Frankreich verbot ein Gesetz vom 21. Mai 1836 generell alle Lotterien. Öffentliche Lotterien (französisch loteries publicitaires) sind heute im Artikel L. 121-36 Verbrauchergesetzbuch (französisch Code de la consommation) als „Werbemaßnahmen, die auf die Zuweisung eines Gewinns oder eines Gewinns jeglicher Art durch Auslosung, unabhängig von den Modalitäten, oder auf ein zufälliges Element abzielen“, geregelt.
Der britische Gambling Act 2005 kennt acht erlaubte Lotterien (englisch lottery), die entweder eine Lizenz der Gambling Commission benötigen oder durch eine Behörde registriert werden müssen. Die Lotterie setzt eine Zahlung zur Teilnahme voraus, mindestens ein Gewinn ist in Aussicht zu stellen, der durch Zufall gewonnen werden muss. In den USA ist gemäß 12 USCS § 25a eine Lotterie ein Vertrag, durch welchen sich drei oder mehr Teilnehmer gegenseitig durch Vorauszahlung von Geld gegen den Austausch einer Erwartung verpflichten, dass wenigstens einer, aber nicht alle, wegen ihrer Vorauszahlung einen über ihrer Vorauszahlung liegenden Betrag erhalten werden. Die Erwartung kann durch Zufall, Spiel, Rennen oder Wettbewerb beeinflusst sein (Federal Lottery Law).